# Arborea (Schiff)
Die Arborea war ein 1980 als RoRo-Frachter Staffetta Jonica in Dienst gestelltes Fährschiff der italienischen Reederei Tirrenia – Compagnia italiana di navigazione. Die 1987 zur Passagierfähre umgebaute Arborea blieb bis 2001 im Einsatz und wurde nach mehreren Jahren Inaktivität 2005 im indischen Alang abgewrackt.

## Geschichte
Die Staffetta Jonica entstand unter der Baunummer 4354 in der Werft von Italcantieri in Castellammare di Stabia und lief am 4. März 1980 vom Stapel. Nach der Ablieferung an die Tirrenia – Compagnia italiana di navigazione im September 1980 nahm sie im selben Monat den Dienst als RoRo-Frachter mit Kapazität für bis zu 12 Passagiere auf. Das Schiff gehörte zu einer als Sociale-Klasse bezeichneten Baureihe von insgesamt drei Einheiten. Ihre Schwesterschiffe waren die Staffetta Ligure (1979; 2011 gesunken) und die Staffetta Mediterranea (1979; 2011 abgewrackt).
1987 wurde die Staffetta Jonica zur Passagierfähre Arborea umgebaut. Im August desselben Jahres nahm sie den Fährdienst von Genua nach Cagliari auf. Am 20. Oktober 1999 lief das Schiff nahe Olbia auf Grund und konnte erst nach sieben Tagen freigeschleppt werden. Anschließend notwendige Reparaturarbeiten erfolgten in Olbia. Am 21. Dezember 2001 beendete es seine letzte Überfahrt für Tirrenia und wurde anschließend in Genua aufgelegt.
2004 zeigte die griechische Reederei GA Ferries Interesse an der aufgelegten Arborea, ein Kauf kam jedoch nicht zustande. Eine erneute Indienststellung des Schiffes erfolgte nicht mehr: Im November 2004 ging es zunächst in den Besitz eines namentlich unbekannten Reeders mit Sitz auf den Marshallinseln, ehe es im Januar 2005 zum Abbruch verkauft wurde. Unter dem verkürzten Überführungsnamen Arbore verließ es im Februar 2005 den Hafen von Genua nach über drei Jahren Liegezeit und traf am 6. April 2005 bei den Abwrackwerften von Alang in Indien ein. Drei Tage später wurde es zum Abbruch auf den Strand gesetzt.